# 小行星12282
小行星12282（12282 Crombecq）是一颗绕太阳运转的小行星，为主小行星带小行星。该小行星于1991年1月21日发现。

## 轨道参数
小行星12282的轨道半长轴为2.7189330 UA，离心率为0.253。